# J. Defert
J. Defert war ein französischer Tennisspieler.
Defert, der beim Racing Club de France spielte, nahm an den Olympischen Sommerspielen 1896 teil. Er war der einzige Tennisspieler im französischen Kader. Im Herreneinzel unterlag er in der ersten Runde dem Ägypter Dionysios Kasdaglis, der für Griechenland startete. Am Herrendoppel nahm er nicht teil.
Über Defert ist wenig überliefert. So ist sein vollständiger Vorname unbekannt, auch liegen seine genauen Lebensdaten nicht vor.